# کتاب مقدس (فیلم)
کتاب آفرینش (انگلیسی: The Bible: In the Beginning...) فیلمی به کارگردانی جان هیوستون است که در سال ۱۹۶۶ منتشر شد. این فیلم در سال ۱۹۶۶ میلادی با فروش $۳۴٬۹۰۰٬۰۲۳ پرفروش‌ترین فیلم آمریکا شد.

## بازیگران
- مایکل پارکس
- ریچارد هریس
- فرانکو نرو
- جان هیوستون
- پوپلا ماجو
- گابریلا پالوتا
- استیون بوید
- جرج سی. اسکات
- اوا گاردنر
- پیتر اوتول
- گابریله فرزتی
- لئونورا روسی دراگو
- ماریا گراتسیا اسپینا
- جووانا گالتی
- آنا اورسو
- ایوان راسیموف